# Steker (archeologie)

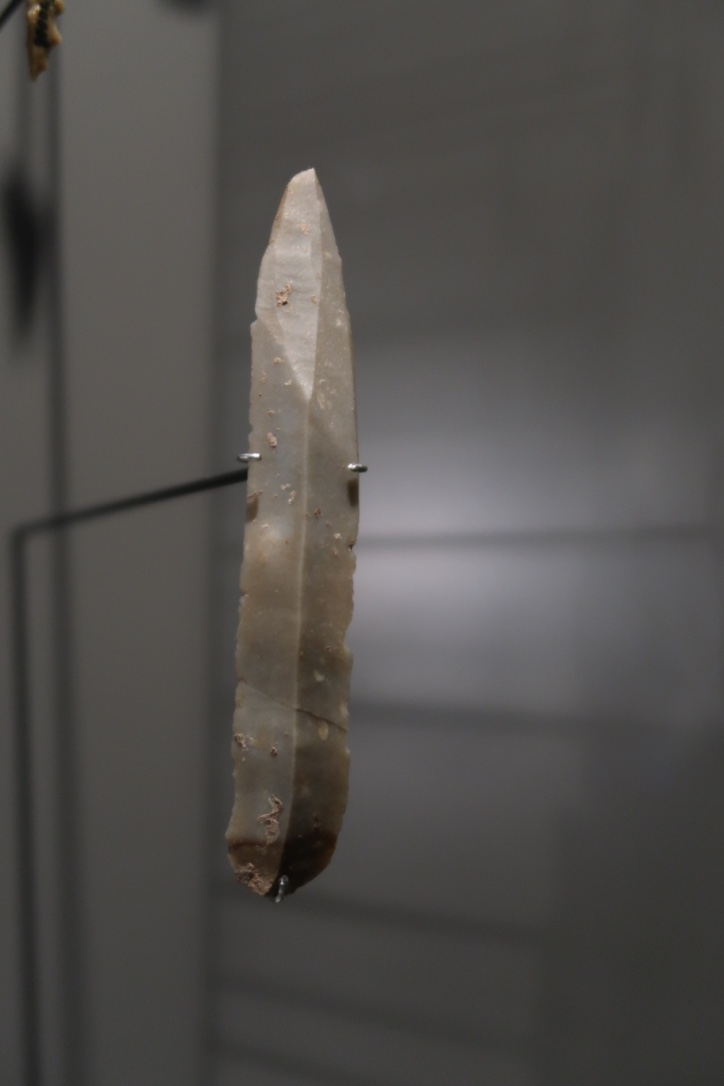
Een steker uit de La Rochegrot (Musée des Confluences, Lyon)

Een steker (Frans en Engels: burin, Duits: Stichel) is in de archeologie de benaming van een stenen werktuig, waarbij door smalle langsafslagen aan de werkkant eenvoudig nascherpbare snijkanten vervaardigd werden. Stekers vindt men vanaf het paleolithicum, en worden het meest talrijk gedurende het laatpaleolithicum. Samen met klingen behoren ze tot de belangrijkste gidsartefacten van de lithische industrieën.
De steker werd gebruikt om werktuigen van ivoor, gewei, hout of bot te produceren, zoals harpoenen en pijlpunten. Om spanen van een relatief zacht materiaal te verwijderen werden parallelle groeven gemaakt en verdiept totdat de spaan kon worden verwijderd.
Stekers dienden om te schaven, kerven, snijden, en graveren. Ook werden met stekers patronen gegraveerd in verschillende materialen. Voor een betere hantering en om meer druk uit te kunnen oefenen, werden stekers mogelijk met handvaten van rondhout, bot of gewei voorzien; hiervoor zijn echter geen bewijzen. 
Het grote aantal vondsten van stekers doet een grote hoeveelheid niet bewaard gebleven houten gebruiksvoorwerpen vermoeden. Het in verhouding met de stekers relatief geringe aantal teruggevonden objecten van gewei en bot daarentegen lijkt erop te wijzen dat overwegend houten voorwerpen bewerkt werden. Stekers tonen vaak geen gebruikssporen, omdat ze regelmatig nagescherpt werden.